# باب عيسي (نرغسان)
باب عيسی (بالفارسية: باب عیسی) هي قرية تقع في إيران في قسم نرغسان الریفي. يقدر عدد سكانها بـ 0 نسمة بحسب إحصاء 2016.